# 埃尔特曼
埃尔特曼（德語：Eltmann，發音：[ˈɛltˌman] ⓘ）是德国巴伐利亚州下弗兰肯行政区哈斯山县的城市，面积40.75平方千米，2023年12月31日人口为5,538人。

## 友好城市
- 法國 圣保罗三堡城